# 三重県立四日市農芸高等学校
三重県立四日市農芸高等学校（みえけんりつ よっかいちのうげいこうとうがっこう）は、三重県四日市市河原田町に位置する県立高等学校。通称は「農芸」（のうげい）。全日制課程に、農業系と家政系の学科を設置している。

## 沿革

### 年表
- 1929年（昭和4年） - 鈴鹿農学校（明治45年創立）、三重農学校（大正4年創立）両学校の生徒を編入して三重県立河原田農学校設立。
- 1943年（昭和18年） - 農学科及び園芸科を設置。
- 1948年（昭和23年） - 畜産科を設置。
- 1948年（昭和23年） - 三重県河原田高等学校に改称。
- 1949年（昭和24年） - 三重県四日市高等学校河原田部に改称し、普通課程、農業課程を設置。
- 1950年（昭和25年） - 三重県河原田高等学校に改称し、農業課程、家庭課程を設置。
- 1955年（昭和30年） - 三重県立四日市農芸高等学校に改称。
- 1962年（昭和37年） - 農産製造科を設置。
- 1973年（昭和48年） - 畜産科を廃止し造園土木科を設置。農産製造科を食品製造科に改称。
- 1991年（平成3年） - 造園土木科を環境造園科に改編。
- 1993年（平成5年） - 家庭科を生活文化科に改編。
- 1995年（平成7年） - 農業科を流通システム科、園芸科を緑花システム科に改編。
- 1996年（平成8年） - 食品製造科を食品科学科と改編。
- 2003年（平成15年） - 農業4学科を生産科学科、食品科学科、環境造園科、園芸科学科に改編。

## 教育組織

### 学科
全日制の課程
- 生産科学科 （定員40名）
- 食品科学科 （定員40名）
- 環境造園科 （定員40名）
- 園芸科学科 （定員40名）
- 生活文化科 （定員80名）

### コース
生産系（生産技術科／食品化学科）
- 生産技術コース
- 販売情報コース
- 食品化学コース

環境系（環境造園科／園芸科学科）
- 造園技術コース
- 自然環境コース
- 園芸デザインコース

生活文化科
- 食物経営コース
- 製菓衛生コース
- 服飾経営コース
- 生活福祉コース

## 農産物の販売

### 販売所
学習活動の一環として、販売情報コースによって運営されている。場所は理科農業棟（新館）一階にあり、営業日には緑色の幟が立つ。一般人に校内で生徒達により生産された野菜、卵、加工品、観葉植物を販売している（一部地元の専業農家からの仕入れもある）。商品陳列・レジ打ち・接客は同コースの生徒によって行われる。営業日は毎週月曜日と木曜日で、テスト期間や学校行事により休みの日がある。

### みのりの丘マーケット
学習活動の一環として、販売情報コースによって運営されている。場所はJA河原田支店の駐車場を借りて行い、校内で採れた農産物や加工品、地元の専業農家から仕入れた農産物を販売している。仕入れ・商品陳列・レジ打ち・接客は同コースの生徒によって行われる。営業日は第2・第4水曜日で、テスト期間や学校行事により休みの日がある。
加工品は食品化学コースが作るクッキー、ジャム、みそ等であり、製菓衛生コースが作るクッキー、パン等は販売されない。

## 学校行事
- 入学式
- 対面式（在校生と新入生）及びクラブ紹介
- 体育祭（6月中旬：中央緑地公園陸上競技場）
- 夏季クラスマッチ（競技：オセロ、ソフトボール（雨天．卓球）、大縄跳び、バドミントン、バスケットボール、バレーボール）
- 学校紹介（8月上旬）
- 体験入学（10月頃）
- 農芸祭（11月第2金曜日非公開／第2土曜日一般公開）
- 冬季クラスマッチ
- 文化部合同発表会（1月中旬：鈴鹿市市民会館）
- 卒業式
- 春季クラスマッチ（競技：バドミントンは行われない）

## 生徒会活動
- 対面式・クラブ紹介
- 前期生徒会役員選挙
- 生徒総会
- 体育祭
- 夏季クラスマッチ
- 野球応援
- 後期生徒会役員選挙
- 農芸祭
- 冬季クラスマッチ
- 機関誌こだち発行
- 春季クラスマッチ

## 部活動

### 運動部
- ラグビーフットボール
  - 全国高等学校ラグビーフットボール大会（東大阪市・近鉄花園ラグビー場）へ三重県代表として過去16回出場。
- バスケット
- バレー
- テニス
- バドミントン
- 野球
- 卓球
- 柔道
- 山岳
- ソフト
- ゴルフ
- 陸上

### 文化部
- 茶道
- 華道
- 書道
- 美術
- 放送
- 生物
- 演劇
- ブラスバンド
- イラスト部（旧・イラストアニメ同好会）
- 情報処理
- ダンス
- 人権サークル

## 交通アクセス
- JR関西本線・伊勢鉄道伊勢線 河原田駅より徒歩で約7分。
- 近鉄名古屋線、湯の山線・四日市あすなろう鉄道内部線 近鉄四日市駅南口より三重交通バス7番乗り場の20系統鈴鹿市駅・高岡団地行きに乗車、河原田駅下車、徒歩で約5分。

## 著名な出身者
- 金武貴之（元神戸製鋼コベルコスティーラーズ選手）
- 山本貴治（元NECグリーンロケッツ選手）
- 今村雄太（神戸製鋼コベルコスティーラーズ選手）
- 後藤駿弥（元宗像サニックスブルース選手）
- 坂井克行（豊田自動織機シャトルズ選手）
- 山路和希（ヤマハ発動機ジュビロ選手）
- 山路健太（ホンダヒート選手）
- 伊藤玖祥（ホンダヒート選手）
- 廣田耀規（宗像サニックスブルース選手）
- 松永渚 - （女優[1]）